# Heodes alexandrae
Heodes alexandrae är en fjärilsart som beskrevs av Hans Fruhstorfer 1909. Heodes alexandrae ingår i släktet Heodes och familjen juvelvingar. Inga underarter finns listade i Catalogue of Life.